# 波希夫卡
48°47′47″N 24°35′11″E / 48.79639°N 24.58639°E
波希夫卡（烏克蘭語：Похівка），是烏克蘭西部的村莊，隸屬伊萬諾-弗蘭科夫斯克州的伊萬諾-弗蘭科夫斯克區。該村面積10平方公里，2001年該村落人口497。